# Blake Wesley
Blake Carrington Wesley (South Bend, 16 marzo 2003) è un cestista statunitense, professionista nella NBA con i Portland Trail Blazers.

## Carriera
Dopo aver trascorso una stagione con i Notre Dame Fighting Irish, nel 2022 si dichiara per il Draft NBA, venendo selezionato con la venticinquesima scelta assoluta dai San Antonio Spurs.

## Statistiche

### NCAA
| Anno      | Squadra             | PG | PT | MP   | TC%  | 3P%  | TL%  | RP  | AP  | PRP | SP  | PP   |
| --------- | ------------------- | -- | -- | ---- | ---- | ---- | ---- | --- | --- | --- | --- | ---- |
| 2021-2022 | Notre Dame F. Irish | 35 | 28 | 29,3 | 40,4 | 30,3 | 65,7 | 3,7 | 2,4 | 1,3 | 0,1 | 14,4 |
| Carriera  | Carriera            | 35 | 28 | 29,3 | 40,4 | 30,3 | 65,7 | 3,7 | 2,4 | 1,3 | 0,1 | 14,4 |

#### Massimi in carriera
- Massimo di punti: 24 (2 volte)[4]
- Massimo di rimbalzi: 8 (2 volte)
- Massimo di assist: 9 vs Texas A&M-Corpus Christi (22 dicembre 2021)
- Massimo di palle rubate: 4 vs North Carolina-Chapel Hill (5 gennaio 2022)
- Massimo di stoppate: 1 (2 volte)
- Massimo di minuti giocati: 42 (2 volte)

### NBA

#### Regular Season
| Anno      | Squadra           | PG  | PT | MP   | TC%  | 3P%  | TL%  | RP  | AP  | PRP | SP  | PP  |
| --------- | ----------------- | --- | -- | ---- | ---- | ---- | ---- | --- | --- | --- | --- | --- |
| 2022-2023 | San Antonio Spurs | 37  | 1  | 18,1 | 32,1 | 38,5 | 59,1 | 2,2 | 2,7 | 0,7 | 0,1 | 5,0 |
| 2023-2024 | San Antonio Spurs | 61  | 3  | 14,4 | 47,4 | 21,8 | 66,7 | 1,5 | 2,7 | 0,5 | 0,1 | 4,4 |
| 2024-2025 | San Antonio Spurs | 58  | 0  | 11,8 | 43,5 | 29,3 | 62,3 | 1,1 | 2,0 | 0,6 | 0,1 | 3,7 |
| Carriera  | Carriera          | 156 | 4  | 14,3 | 40,9 | 29,7 | 63,4 | 1,5 | 2,4 | 0,6 | 0,1 | 4,3 |

#### Massimi in carriera
- Massimo di punti: 14 vs Minnesota Timberwolves (8 aprile 2023)[5]
- Massimo di rimbalzi: 6 (3 volte)
- Massimo di assist: 9 (3 volte)
- Massimo di palle rubate: 3 (5 volte)
- Massimo di stoppate: 2 (2 volte)
- Massimo di minuti giocati: 34 vs Minnesota Timberwolves (8 aprile 2023)

### G League
| Anno      | Squadra      | PG | PT | MP   | TC%  | 3P%  | TL%  | RP  | AP  | PRP | SP  | PP   |
| --------- | ------------ | -- | -- | ---- | ---- | ---- | ---- | --- | --- | --- | --- | ---- |
| 2022-2023 | Austin Spurs | 14 | 14 | 28,3 | 41,8 | 32,8 | 70,5 | 3,3 | 2,8 | 1,9 | 0,2 | 19,4 |
| 2023-2024 | Austin Spurs | 12 | 12 | 31,3 | 50,3 | 38,6 | 48,8 | 4,3 | 4,5 | 1,3 | 0,8 | 17,5 |
| Carriera  | Carriera     | 26 | 26 | 29,7 | 45,2 | 35,6 | 59,8 | 3,8 | 3,6 | 1,6 | 0,5 | 18,5 |